# Borisav Jović
Borisav Jović (serbio cirílico Борисав Јовић, pronunciado [jǒːʋit͡ɕ]) (Batočina, Reino de los Serbios, Croatas y Eslovenos, 19 de octubre de 1928-Belgrado, Serbia, 13 de septiembre de 2021) fue un economista, comisario político, escritor, diplomático y político serbio y yugoslavo, quien fue embajador de Yugoslavia en Italia desde mediados hasta finales de los años 1970. Fue el representante serbio de la Presidencia Colectiva de Yugoslavia a fines de los años 1980, y a principios de los años 1990, fue el presidente de Yugoslavia.

## Biografía
Jović fue un aliado cercano y asesor de Slobodan Milošević, a quien ayudó a alcanzar el poder durante la revolución antiburocrática. Se desempeñó como presidente de la Presidencia Colectiva de Yugoslavia desde mayo de 1990 hasta mayo de 1991. En su libro, Poslednji dani SFRJ (Belgrado, 1995), Jović describe cómo a fines de junio de 1990, tras la victoria electoral en las repúblicas federadas de Eslovenia y Croacia de partidos independentistas, propuso a Milošević y al ministro de defensa federal, Veljko Kadijević, que "echaran a Eslovenia y Croacia de Yugoslavia" mediante el uso de la fuerza, y mantener las áreas de Croacia pobladas por los serbios, a lo que Milošević aceptó. Poco después de esa reunión, Jović comenzó a implementar la estrategia que llevó al fin del estado federal yugoslavo. Jović es conocido por ayudar a negociar el Acuerdo de Brioni a principios de julio de 1991, que dio a Eslovenia su independencia después de la Guerra de los Diez Días.
Cerca del final de su mandato en la presidencia rotativa, su sucesor, Stjepan Mesić, un croata, fue bloqueado para tomar la presidencia por cuatro de los ocho miembros de la misma, que por lo tanto habrían violado el acuerdo constitucional para la rotación. A mediados de 1991, cuando aumentaron las tensiones que llevaron a la Guerra de Independencia de Croacia Jović intentó adoptar poderes de emergencia que permitiesen al Ejército Popular Yugoslavo tomar el control de las repúblicas de Croacia y Eslovenia que declararon unilateralmente su independencia. Se requirió un voto de 5 de los 8 miembros de la Presidencia, teniendo Serbia influencia política sobre los votos de Montenegro, Vojvodina y Kosovo, y supuso que el delegado serbio que representaba a Bosnia y Herzegovina votaría por el plan. El plan fracasó cuando el delegado de los serbios de Bosnia, Bogić Bogičević, se negó a votar por el plan.
En el documental de la BBC de 1995, La muerte de Yugoslavia, Jović describió a los entrevistadores su percepción de los eventos que tuvieron lugar y que eventualmente provocaron la ruptura de la República Federal Socialista de Yugoslavia y las posteriores Guerras Yugoslavas. Durante esta entrevista, así como en su testimonio ante el Tribunal Penal Internacional para la antigua Yugoslavia, Jović describió las acciones de los líderes yugoslavos que condujeron a la formación del ejército de los serbios de Bosnia. Jović afirmó que estas acciones se decidieron en una discusión privada que sostuvo con el presidente serbio Milošević. Según Jović, se dio cuenta de que Bosnia y Herzegovina estaba a punto de ser reconocida por la comunidad internacional, y como las tropas del Ejército Popular Yugoslavo aún estaban ubicadas allí en ese momento, su presencia en el territorio bosnio podría haber llevado a la República Federativa de Yugoslavia a ser acusada de agresión.
Murió el 13 de septiembre de 2021 a los 92 años en el Military Medical Centre Karaburma de Belgrado luego de una larga lucha contra el coronavirus.